# Sven Aarrestad
Sven Eivindsen Aarrestad, född 6 oktober 1850 på Jæren, död 19 januari 1942, var en norsk politiker (Venstre) och nykterhetsivrare. Aarrestad var folkskollärare 1869-1891 och jordbrukare i Sande i Jarlsberg 1892-1906. Han var stortingsman 1892-1894, 1906-1909 och 1916-1918, jordbruksminister 1906-1908, och amtman i Nedernes amt 1908-1916. Han var 1894-1906 och 1908-10 stortingsvald ledamot av styrelsen för Norges Bank. 
Aarrestad ägnade från sitt första politiska uppträdande nykterhetsfrågan sitt största intresse. Han verkade kraftigt i tal och skrift kraftigt för totalt spritförbud. Det var till stor del Aarrestads verk, att nykterhetsfrågan fick så stor plats i norsk politik. Han redigerade 1883-1905 nykterhetstidningen Menneskevennen och var från 1887 ordförande i Det norske totalavholdsselskap samt från 1895 i centralstyrelsen för Norges nykterhetsföreningar. Aarrestad tillhörde under många år styrelsen för Norges venstreforening och lade när ett träget arbete i en mängd kommittéer rörande rusdrycks- och nykterhetsfrågor, särskilt i alkohollovkommissionen 1910-1915. Dessutom var han en bland stiftarna av Norsk landmansforbund.